# Бинбанк
Бинбанк (1993—2019) — бывший российский коммерческий банк. Главный офис был расположен в Москве. Был основан 1 ноября 1993 года, присоединён к банку «ФК Открытие» 1 января 2019 года.
По величине активов на 1 апреля 2018 года занимал 12-е место среди банков России.

## Собственники и руководство
На 2014 год основным акционером ПАО «Бинбанк» являлся Микаил Шишханов, которому принадлежало 97,96% акций. В 2018 году основным акционером «Бинбанка» стал Банк России: доля ЦБ РФ в уставном капитале «Бинбанка» превышала 99,9%.

## История
«Бинбанк» работал на финансовом рынке с 1993 года. Его основал Михаил Гуцериев, который в 1995 году, после избрания в Государственную Думу РФ, передал акции банка Микаилу Шишханову. Банк входил в группу БИН.

### Слияния и поглощение
В ноябре 2008 года «Бинбанк» вошёл в капитал «Башинвестбанка», а в декабре 2013 года «Бинбанк» присоединил к себе «Башинвестбанк», который перешел в статус филиала Бинбанка в Уфе.
С 2014 года группа начала консолидировать банковские активы:
- весной 2014 года за 6 млрд руб. была приобретена российская «дочка» украинского «Приватбанка» «Москомприватбанк», в которую ЦБ ввёл временную администрацию. На санацию покупки, в дальнейшем переименованной в «Бинбанк кредитные карты» и «Бинбанк диджитал», был получен льготный кредит ЦБ в 12 млрд руб[10][11][12];
- в июле 2014 года компания «Asokerco Trading Limited», бенефициаром которой является Михаил Шишханов, стала владельцем мурманского «ДНБ Банка», ранее входящего в крупнейшую финансовую группу Норвегии DNB[13]; «ДНБ Банк» был переименован в «Бинбанк Мурманск»[14] и присоединен к «Бинбанку» в 2016 году[15];
- в 2014 году была взята на санацию банковская группа «Рост банка» из пяти банков («Аккобанк», «Кедр», «Рост-банк», «СКА-Банк», «Тверьуниверсалбанк»)[16], ЦБ выделил 35,9 млрд руб. В январе 2015 года был приобретён «Уралприватбанк»[17], связанный с бывшими владельцами «Роста»[18][19];
- в ноябре 2016 года было завершено объединение с «МДМ банком», на базе которого были консолидированы банки группы[20]; объединённый банк с активами более 1,1 трлн руб. и вкладами более 500 млрд руб. продолжил работать под брендом «Бинбанк»[21].

### Санация ЦБ РФ (2017)
20 сентября 2017 года руководство банка обратилось к ЦБ РФ с просьбой о санации через Фонд консолидации банковского сектора. Ранее о подобном сценарии со ссылкой на источники сообщала газета «Ведомости», отмечавшая отток средств вкладчиков, агрессивную бизнес-модель на неорганическом росте и низкое качество кредитных активов (прежде всего «Рост банка» и МДМ). Согласно отчёту обзору ЦБ «О динамике развития банковского сектора Российской Федерации в сентябре 2017 года», «Бинбанк» с января по 1 октября 2017 года показал убытки на 32 млрд руб. (отток средств в сентябре был 49,25 млрд руб.), в то время как санируемый им «Рост-банк» — 82,8 млрд (16 млн руб.). Параллельно банковская система РФ с 2014 года находилась в стадии зачистки, в ходе которой было отозвано более 276 банковских лицензий, в августе о проблемах «Бинбанка» было сообщено в письме «Альфа-Капитал».
Финансовое оздоровления группы изначально оценивалось ЦБ в 250—350 млрд руб, в октябре 2017 года сумма выросла до 350—370 млрд. 4 октября 2017 года банк объявил о списании обязательств перед акционерами на 226,6 млн долларов из-за нарушения нормативов по достаточности капитала, в конце октября на баланс «Бинбанка» были переведены активы на 70 млрд руб., включая акции компаний «Интеко», «Русснефть», «А101 девелопмент».
В марте 2018 года Банк России утвердил докапитализацию «Бинбанка» на сумму 56,9 млрд рублей. После приобретения дополнительного выпуска акций «Бинбанка» Банк России стал основным его акционером: доля ЦБ РФ в уставном капитале «Бинбанка» превысила 99,9 %. 15 марта межбанковский кредит, предоставленный «Бинбанком» «Рост банку», был погашен с последующим роспуском резервов по данному кредиту. После докапитализации со стороны Банка России и роспуска резервов по «Рост банку» капитал «Бинбанка» превысил 100 млрд рублей, в результате чего банк вновь стал соответствовать нормативам достаточности капитала и иным пруденциальным нормам деятельности.